# Belgische federale verkiezingen 2007/Kandidatenlijsten/Vlaams Belang
Dit zijn de kandidatenlijsten van het Vlaams Belang voor de Belgische federale verkiezingen van 2007. De verkozenen staan vetgedrukt.

## Antwerpen

### Effectieven
1. Gerolf Annemans
2. Alexandra Colen
3. Bruno Valkeniers
4. Jan Mortelmans
5. Rita De Bont
6. Luc Sevenhans
7. Frank Creyelman
8. Marleen Van den Eynde
9. Hans Verreyt
10. Bart Debie
11. Hilde De Lobel
12. Staf Neel
13. Paul Meeus
14. Gerda De Ryck
15. Mieke De Moor
16. Tim Willekens
17. Sabine De Wit
18. Rosa Van Cleempoel
19. Pam Claessens
20. Karina Leys
21. Anne-Mie Claus-Van Noten
22. Pieter Huybrechts
23. Jan Penris
24. Marijke Dillen

### Opvolgers
1. Rita De Bont
2. Luc Sevenhans
3. Jan Mortelmans
4. Frank Creyelman
5. Francis Wouters
6. Paul Meeus
7. Barbara Bonte
8. Nancy Caslo
9. Fanny Schenkels
10. Alex Dingemans
11. Geertje De Decker
12. Caroline Drieghe
13. Freddy Van Gaever

## Brussel-Halle-Vilvoorde

### Effectieven
1. Filip De Man
2. Geert Van Linter
3. Bart Laeremans
4. Nele Van Den Brulle
5. Georges Gillis
6. An Michiels
7. Jörgen Noens
8. Gerda Van Hecke-Veldeman
9. Marleen Fannes
10. Christine Pynket
11. Philip Claeys
12. Dominiek Lootens-Stael
13. Mireille Buyse
14. Dirk Jacobs
15. Nadine Motten
16. Anne-Marie Stroobants
17. Tom Schelfhout
18. Marianne Van Nieuwenhuyze
19. Paul Brioen
20. Ann Frans
21. Tom Hellinckx
22. Joris Van Hauthem

### Opvolgers
1. Bart Laeremans
2. Nele Van Den Brulle
3. Raymond De Roover
4. Evert Hardeman
5. Walter Couder
6. Inge Moysons
7. Katie Van der Heyden
8. Daniël Fonteyne
9. Martine Bouten
10. Carine Van Bael
11. Annie Van Cleynenbreugel
12. Henri Verstalle

## Leuven

### Effectieven
1. Hagen Goyvaerts
2. Nadia Van Beughem
3. Guy Reyns
4. Odette Van Brusselen
5. Peter Vandenbussche
6. Christine De Winter
7. Steven Godefridi

### Opvolgers
1. Felix Strackx
2. Anita Uyttebroek
3. Joris De Vriendt
4. Evy Van Aerschot
5. Maurice Elincx
6. Carine Keymolen

## Limburg

### Effectieven
1. Bert Schoofs
2. Linda Vissers
3. Chris Janssens
4. Annick Ponthier
5. Fred Van Dromme
6. Mia Daenen
7. Leo Pieters
8. Linda Vervaeren
9. Jos Robben
10. Marina Herbots
11. Simon Cardinaels
12. Katleen Martens

### Opvolgers
1. Chris Janssens
2. Annick Ponthier
3. Rita Caubergs-Keunen
4. Rita Peters
5. Hilde Bartolomivis
6. Leo Joosten
7. John Vrancken

## Oost-Vlaanderen

### Effectieven
1. Guy D'haeseleer
2. Gerda Van Steenberge
3. Francis Van den Eynde
4. Bruno Stevenheydens
5. Barbara Pas
6. Geert Goubert
7. Ortwin Depoortere
8. Roland De Geest
9. Johan Van Nieuwenhove
10. An Wille
11. Veerle De Gussem
12. Lena Van Boven
13. Mia De Brouwer
14. Cathy Alens-Impens
15. Stephan Bourlau
16. Tamara Lauvrijs
17. Gabi De Boever
18. Kathy Mertens
19. Erik Tack
20. Frans Wymeersch

### Opvolgers
1. Bruno Stevenheydens
2. Barbara Pas
3. Ortwin Depoortere
4. Steve Herman
5. Freya Gabriël
6. Ria Alpaerts
7. Kristof Slagmulder
8. Veronique Lenvain
9. Petra Staes
10. Wilfried De Metsenaere
11. Luc Goeminne

## Waals-Brabant

### Effectieven
1. Luk Van Nieuwenhuysen
2. Monique De Gryze
3. Wim Wienen
4. Ann De Prins
5. Joris Huysentruyt

### Opvolgers
1. Ludo Leen
2. Patricia Vatlet
3. Herman Van den Broeke
4. Eliane Anseeuw-Trogh
5. Jan Lievens
6. Reinhilde Castelein

## West-Vlaanderen

### Effectieven
1. Koen Bultinck
2. Agnes Bruyninckx-Vandenhoudt
3. Maarten Seynaeve
4. Frank De Smet
5. Christian Verougstraete
6. Griet Acx
7. Emma Vanhecke-Geldhof
8. Dieter Alyn
9. Ann Ameele
10. Joke Vanooteghem
11. Nancy Six
12. Jef Claeys
13. Mireille Jaegers-Demonie
14. Arnold Bruynooghe
15. Isa Verschaete
16. Stefaan Sintobin

### Opvolgers
1. Peter Logghe
2. Dominiek Spinnewyn-Sneppe
3. Dieter Van Parys
4. Reinilde Van Cleemput
5. Luc Masyn
6. Els Vanbrakel
7. Véronique Ducastel
8. Reddy De Mey
9. Immanuel De Reuse

## Senaat

### Effectieven
1. Frank Vanhecke
2. Anke Van dermeersch
3. Hugo Coveliers
4. Jurgen Ceder
5. Nele Jansegers
6. Karim Van Overmeire
7. Jef Van Bree
8. Anne Van Hoof
9. Marijke Geraerts
10. Marie-Thérèse Van Laer
11. Maurice Claerhout
12. Wim Van Dijck
13. Herman De Reuse
14. Johan Demol
15. Hilde Van Echelpoel
16. Sonja Warpy
17. Marianne Dekens-Verbist
18. Jan Lacombe
19. Katty Tournoij
20. Mieke Langmans-De Bats
21. Stefaan Van Gucht
22. Valérie Seyns
23. Wim Verreycken
24. Marie-Rose Morel
25. Filip Dewinter

### Opvolgers
1. Yves Buysse
2. Nele Jansegers
3. Jurgen Ceder
4. Bart Siffert
5. Tom Van Den Troost
6. Kristina Colen
7. Carine Lootens-Stael-Van Mol
8. Inge Simons
9. Frans Poortmans
10. Goedele De Man-Van Haelst
11. Claudine De Schepper
12. Martine Decanniere
13. Alain Cleyman
14. Koen Dillen